# Jean-Pierre Vuillomenet
Jean-Pierre Vuillomenet, né en 1937 à Fontainemelon (canton de Neuchâtel) et mort le 18 octobre 2014 à São Gabriel da Cachoeira au Brésil, est un écrivain et voyageur suisse. Qualifié[Par qui ?] d'« aventurier des temps modernes », il est l'un des premiers, dans les années 1960 à effectuer un tour du monde à bicyclette.

## Biographie

### Jeunesse et formation
Il naît à Fontainemelon (Neuchâtel)[réf. nécessaire] et passe son enfance à Montreux où se déroule sa scolarité. Il reçoit une formation de mécanicien et pratique ce métier en qualité d'officier de la marine marchande suisse.

### Premiers voyages
En 1972, il publie le récit de son voyage solitaire autour du monde sur sa bicyclette baptisée Amistad (Amitié). Quelques années plus tard, il fait une expérience de navigation fluviale en Amazonie, sur un bateau-forge qu'il utilise comme atelier de mécanique. 
En 1997, un nouveau périple à bicyclette le mène, au départ de Lyon, des pays baltes à la Russie arctique, à la Sibérie, puis en Asie centrale, en Iran, à Oman et se termine au Yémen. Ce voyage est relaté dans un livre intitulé Ailleurs, autrement (1999).
Vuillomenet a également parcouru les mers du globe et raconté ses aventures de navigateur. Son dernier ouvrage, Le Mammifère penché, rappelle ses sujets de prédilection, déjà abordés dans Les Mésaventuriers et Le Loueur de nuages.
Il passe de nombreuses années, à bord de son bateau amazonien et dans la maison de São Gabriel da Cachoeira, avec sa compagne américaine Marta. Ils eurent un fils et une fille qui vivent aujourd'hui aux Etats-Unis. Tout au long de sa vie il entretint une correspondance abondante avec sa mère et ses deux frères, François et Michel. Il montrait à ses proches de grandes cartes géographiques couvertes de notes manuscrites, biographiques ou documentaires.

### Dernières années
Son dernier grand voyage le mène de Suisse en Iran, un pays qu'il aimait particulièrement. Traversant l'Europe centrale, les pays baltes et la Russie du nord au sud, revenant par le Golfe, engagé comme matelot sur un yacht privé jusqu'au canal de Suez et au Caire.  D'où il rentra néanmoins en avion. 
Après que sa famille soit retournée s'établir à Chicago, Jean-Pierre Vuillomenet lui rendit plusieurs fois visite, aller et retour à vélo. Partant de Manaus vers le Venezuela, la Colombie, le Panama et toute l'Amérique centrale. Il lui arrivait de travailler quelque temps sur le chantier naval d'un ami. Le dernier retour à travers les montagnes colombiennes, les zones contrôlées par les rebelles ou les militaires, l'amena à des problèmes de senté et n'utilisa plus son vélo.
Il meurt en 2014 à São Gabriel da Cachoeira, en Amazonie brésilenne.

## Œuvres
- Jean-Pierre Vuillomenet, La planète à vélo, Genève, Perret-Gentil, 1965, 333 p.
- Jean-Pierre Vuillomenet, Amistad : Seul... 28 pays, 32 mois, 45.000 kilomètres, Prilly/Lausanne, A. Eiselé Ed., cop., coll. « Les Carnets de l'exploit », 1972, 238 p.
- L' Amazonie que j'ose aimer - 24 Heures, 1973
- Jean-Pierre Vuillomenet, Les mésaventuriers : essai sur la mésaventure, mêlé de satire géopolitique, Lausanne, Ed. de l'Aire, coll. « Récit », 1990, 172 p. (ISBN 2-88108-060-X)
- Globe-trotter : un aller simple vers ailleurs / Alain Walther. In: L'Hebdo. - Lausanne. - 1994, no 8, p. 49
- Jean-Pierre Vuillomenet, Le loueur de nuages et autres voyageurs candides, Vevey, Ed. de l'Aire, coll. « Récit », 1994, 164 p. (ISBN 2-88108-347-1)
- Jean-Pierre Vuillomenet, Carnet de bord d'un marin suisse : le bourlingueur, Yens s./Morges ; St-Gingolph, Ed. Cabédita, coll. « Archives vivantes », 1998, 172 p. (ISBN 2-88295-213-9)
- Jean-Pierre Vuillomenet, Ailleurs autrement : France - Sibérie - Iran : Yémen, Yens s./Morges ; St-Gingolph, Ed. Cabédita, coll. « Archives vivantes », 1999, 188 p. (ISBN 2-88295-245-7)
- Jean-Pierre Vuillomenet, Le mammifère penché : et douze photos d'auteur, Vevey, Éditions de l'Aire, 2013, 168 p. (ISBN 978-2-940478-54-5)